# Unguri, Ocnița
Unguri este un sat din raionul Ocnița, Republica Moldova.

## Demografie

### Structura etnică
Structura etnică a satului conform recensământului populației din 2004:
| Grup etnic         | Populație | % Procentaj |
| ------------------ | --------- | ----------- |
| Ucraineni          | 1.365     | 92,48%      |
| Moldoveni / Români | 82        | 5,56%       |
| Ruși               | 23        | 1,56%       |
| Găgăuzi            | 3         | 0,2%        |
| Bulgari            | 2         | 0,14%       |
| Alții              | 1         | 0,07%       |
| Total              | 1.476     | 100%        |

## Administrație și politică
Componența Consiliului local Unguri (9 consilieri), ales la 5 noiembrie 2023, este următoarea:
|  | Partid                                       | Consilieri | Componență | Componență | Componență | Componență | Componență | Componență | Componență | Componență |
|  | -------------------------------------------- | ---------- | ---------- | ---------- | ---------- | ---------- | ---------- | ---------- | ---------- | ---------- |
|  | Partidul Socialiștilor din Republica Moldova | 8          |            |            |            |            |            |            |            |            |
|  | Partidul Comuniștilor din Republica Moldova  | 1          |            |            |            |            |            |            |            |            |

## Galerie de imagini
Imagini de epocă ale împrejurimilor satului, iulie 1941

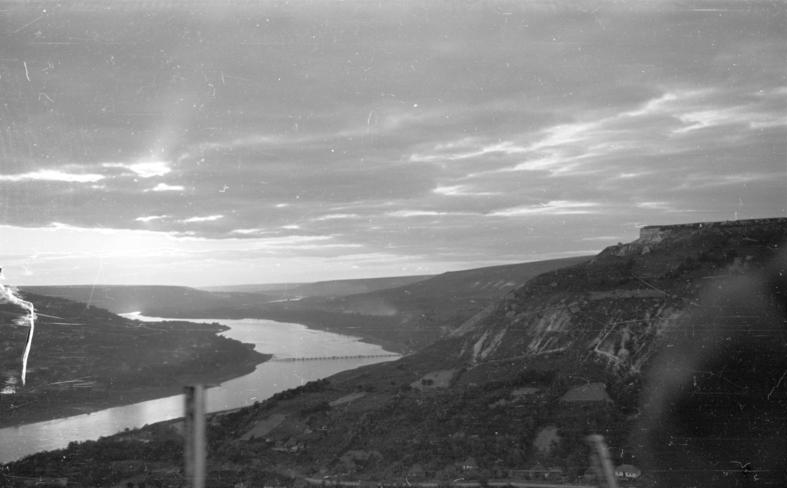
Nistrul
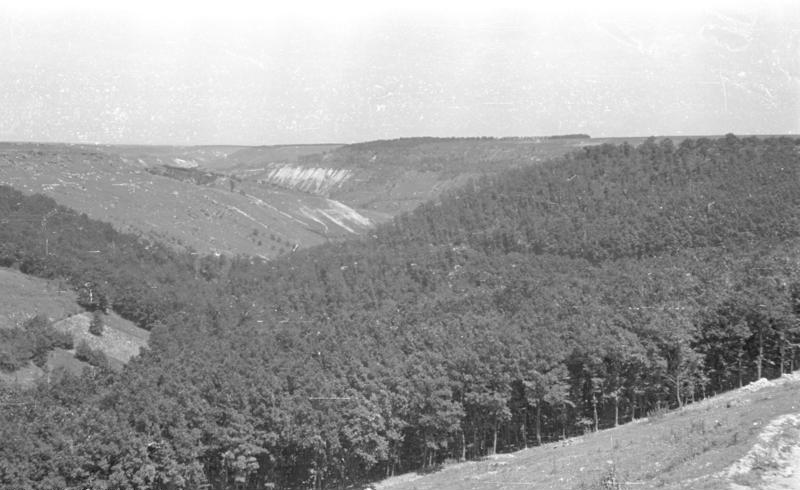
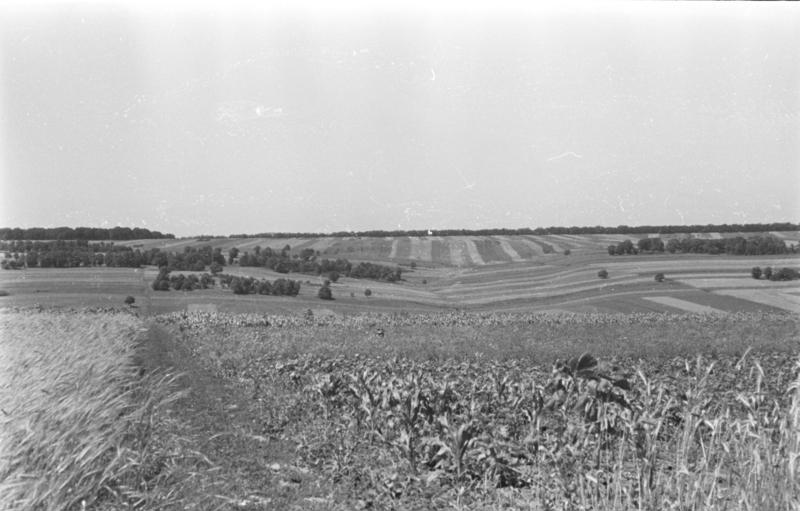
Câmpuri agicole
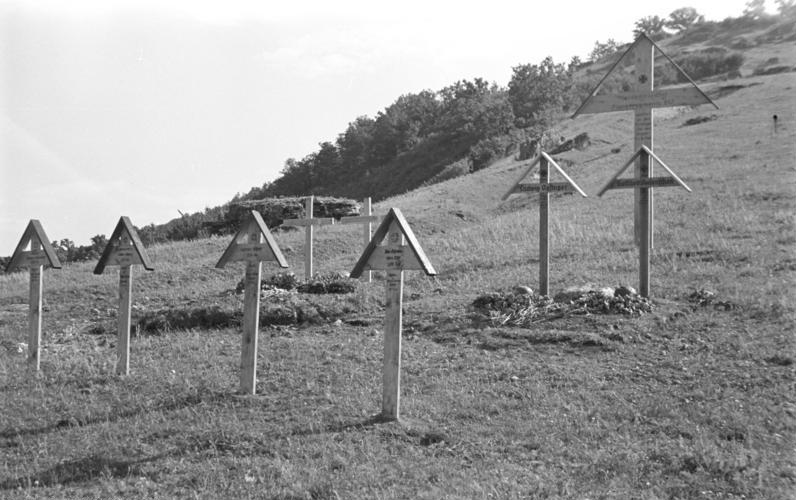
Morminte ale soldaților germani căzuți în primele zile de luptă.

Biserica „Nașterea Maicii Domnului” din localitate, monument ocrotit de stat
Alte locuri

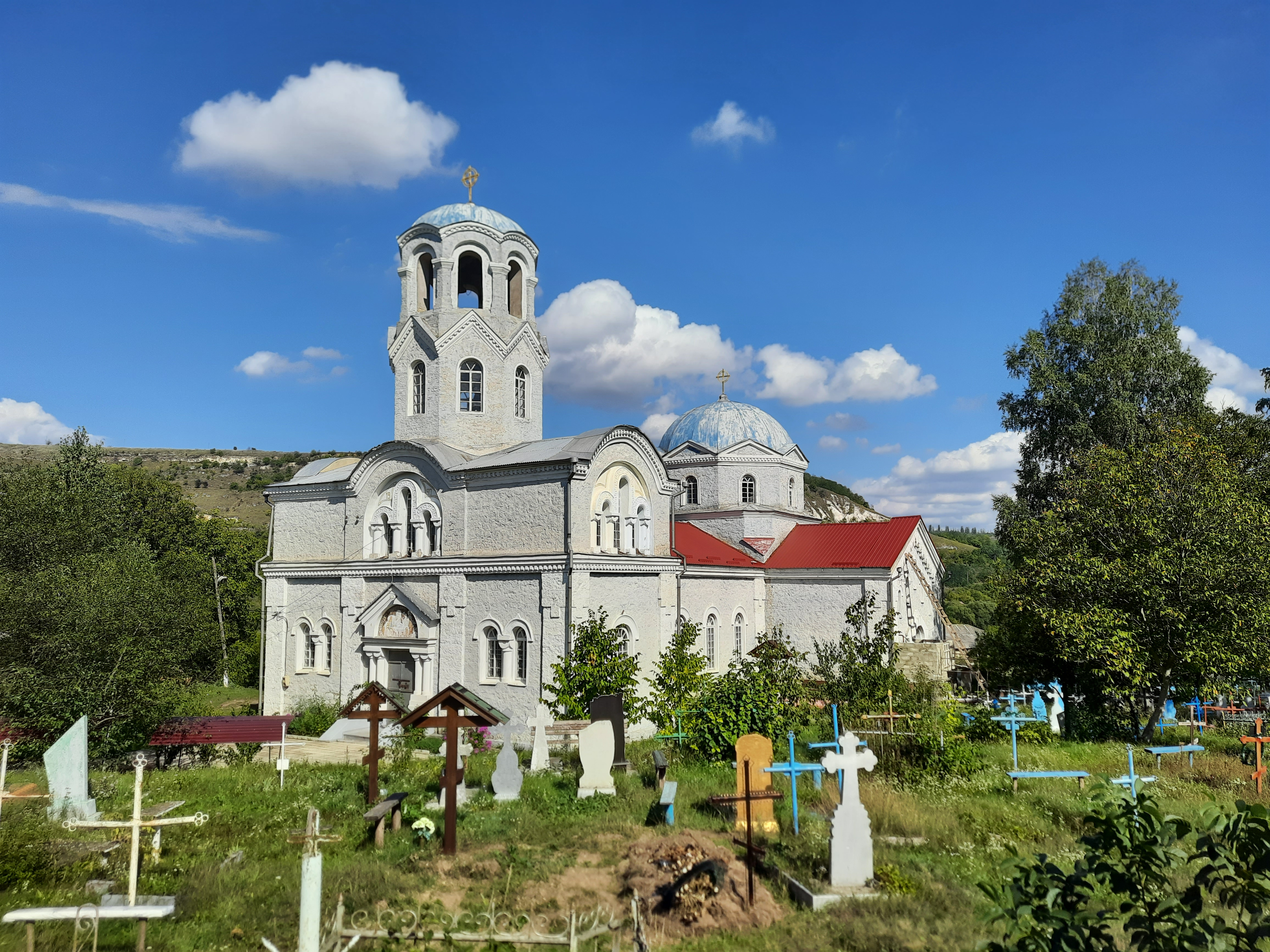
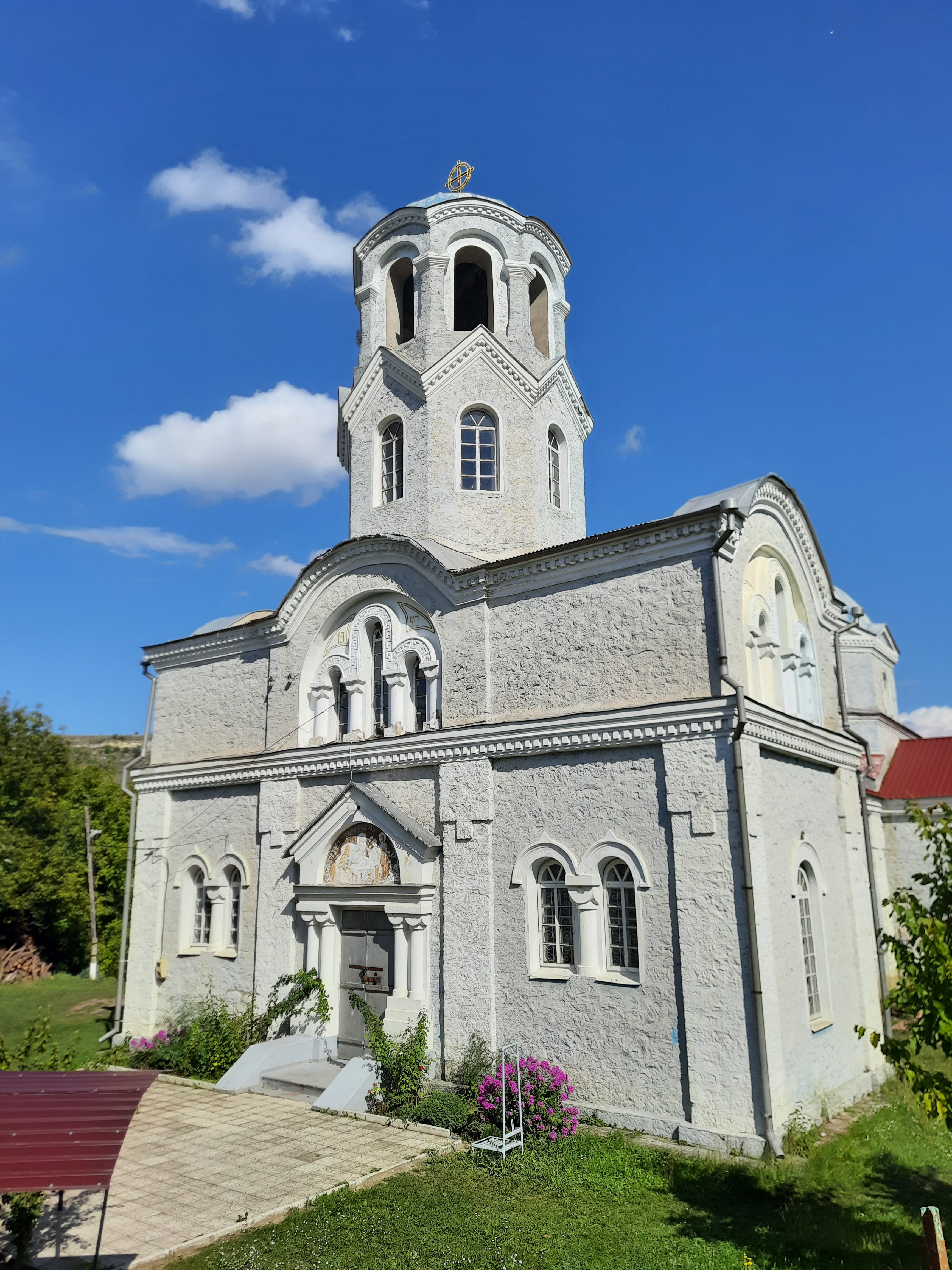
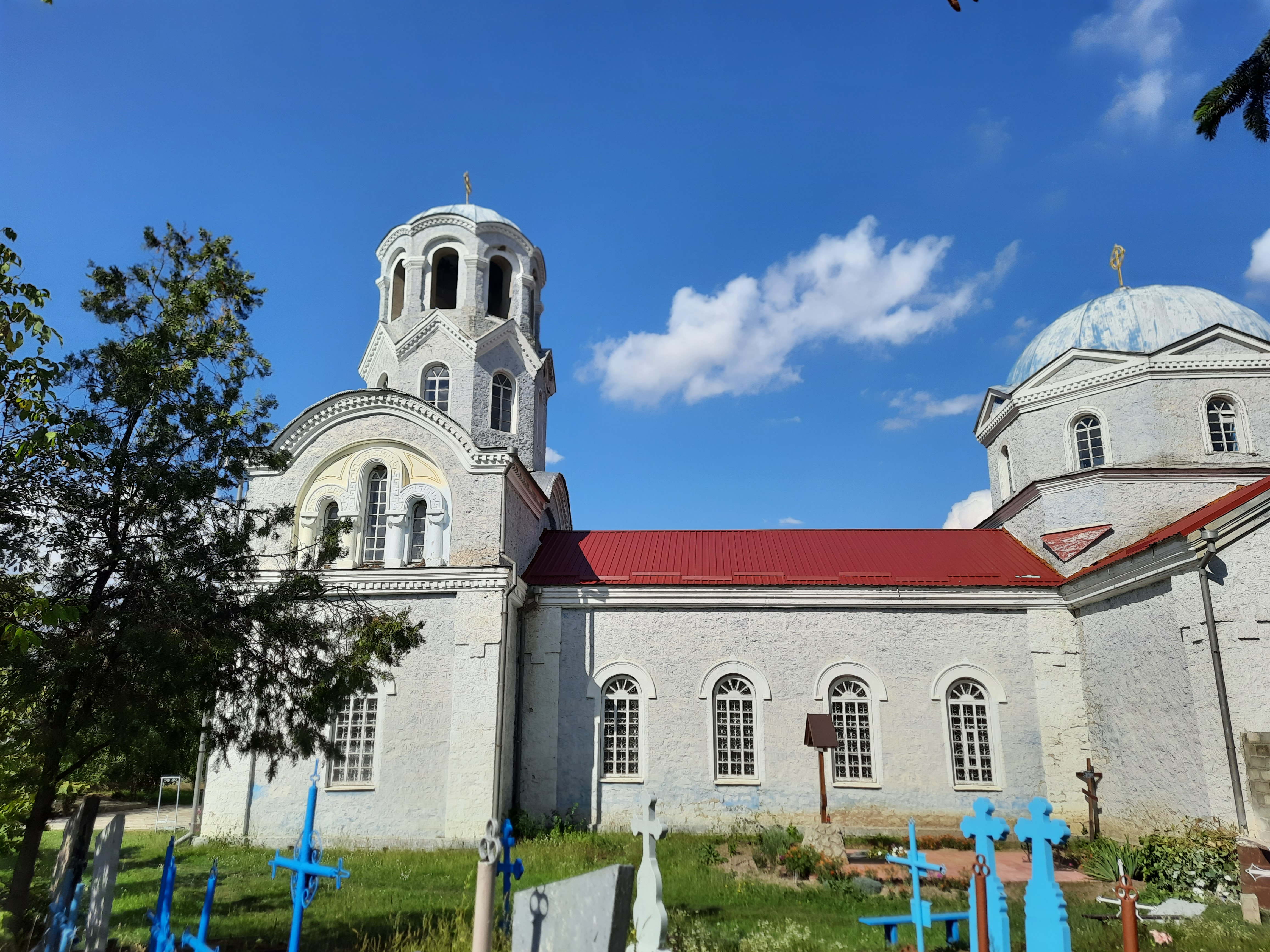
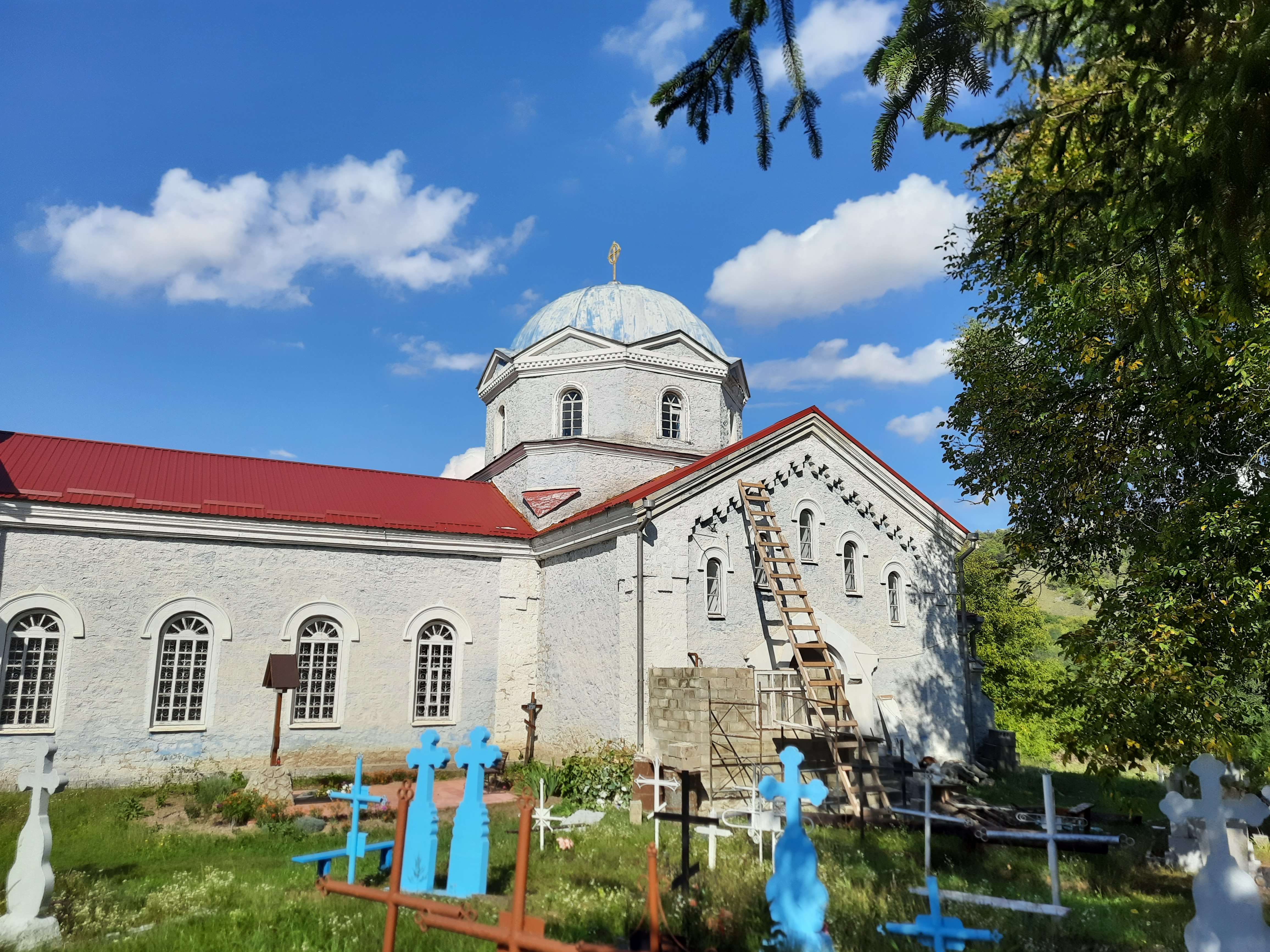
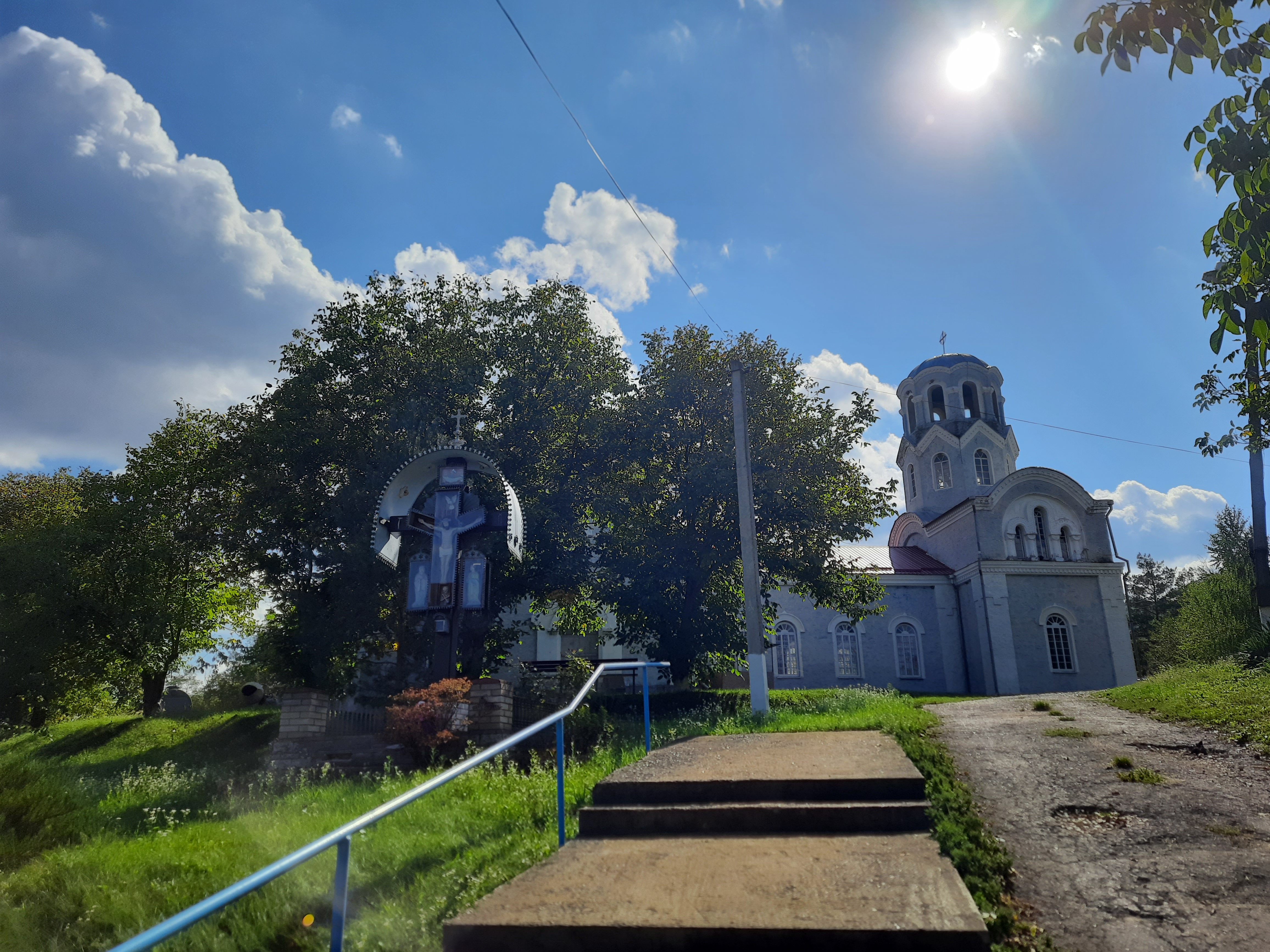
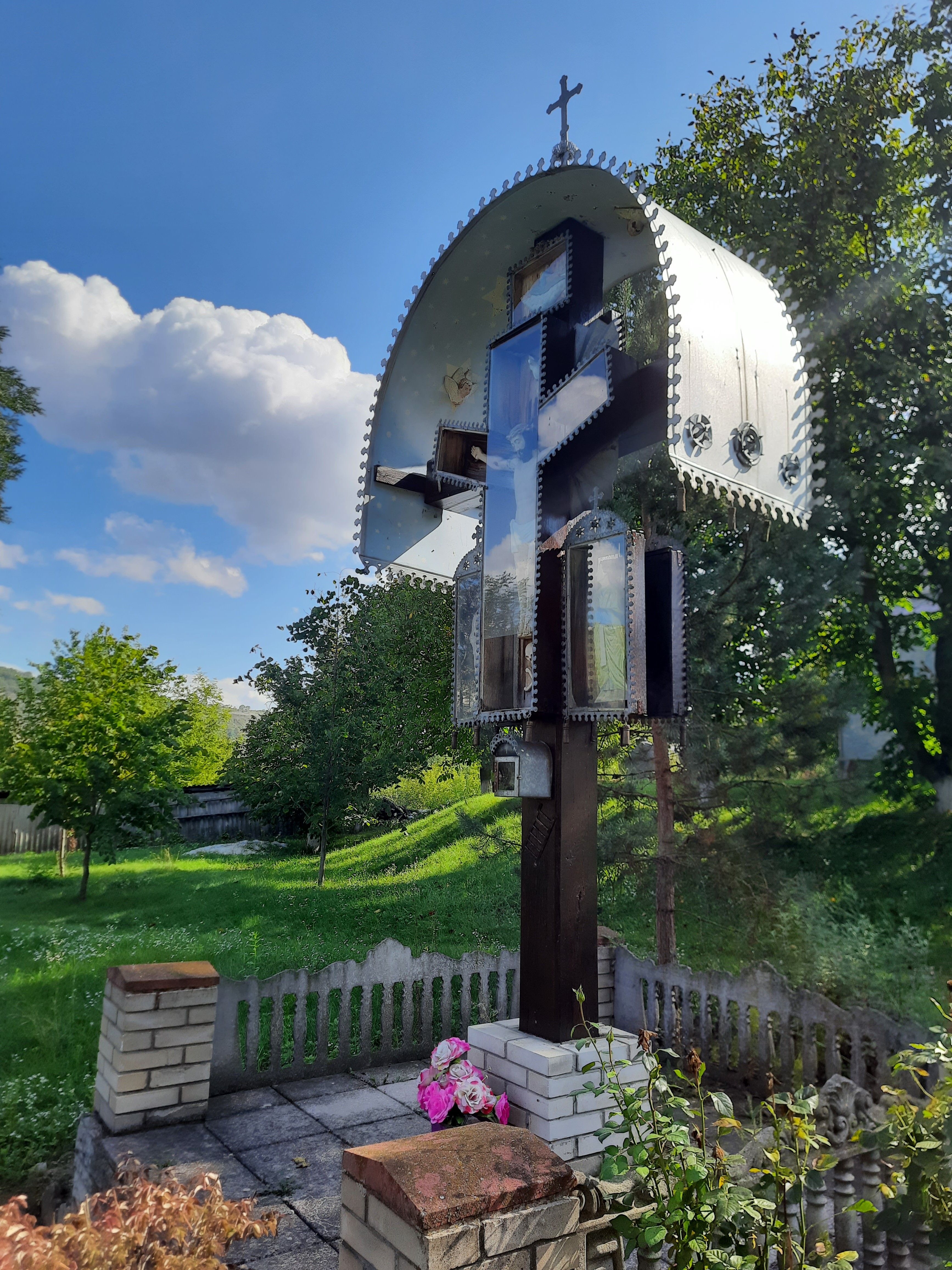

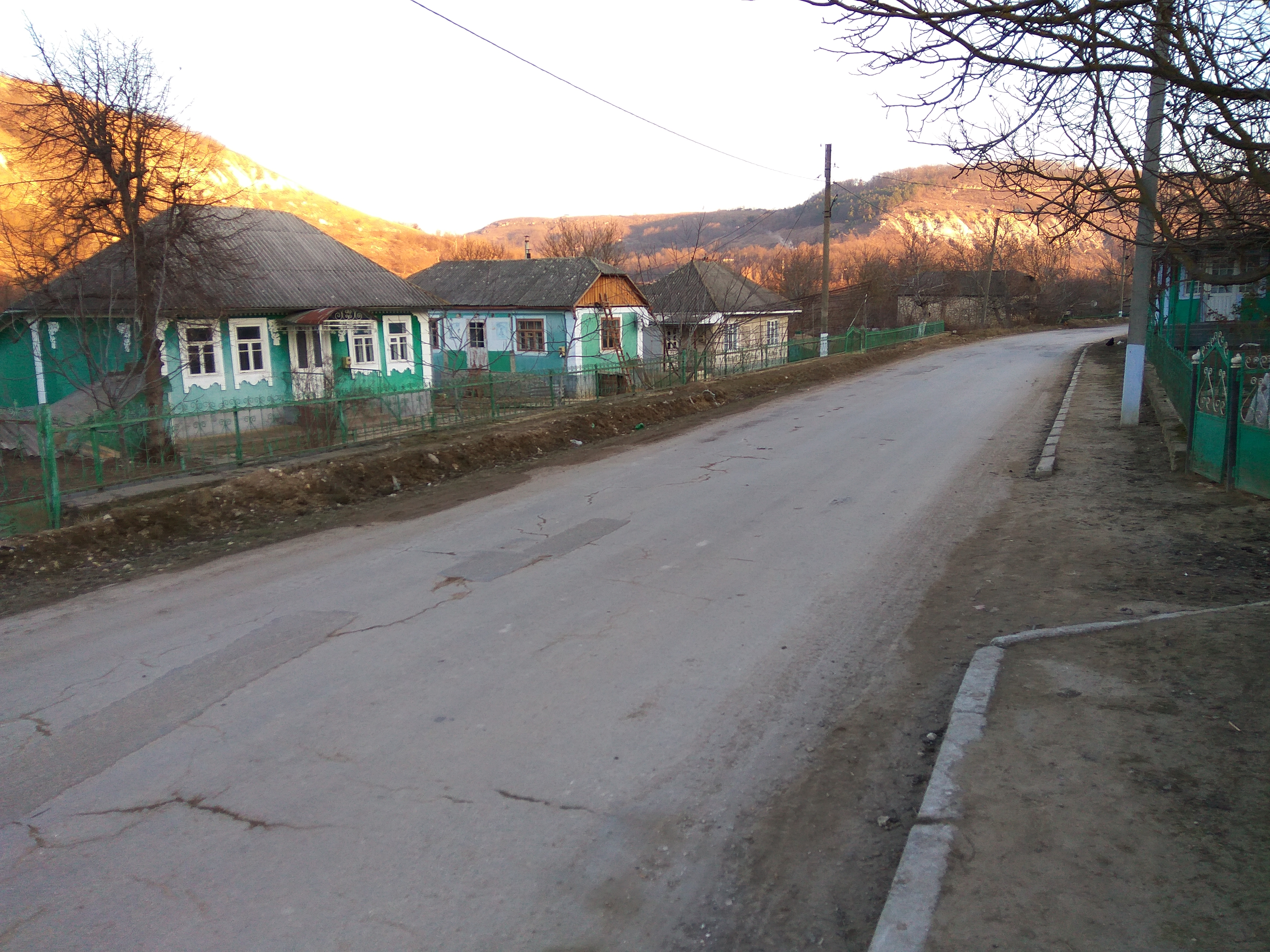
Pe una din străzile satului.
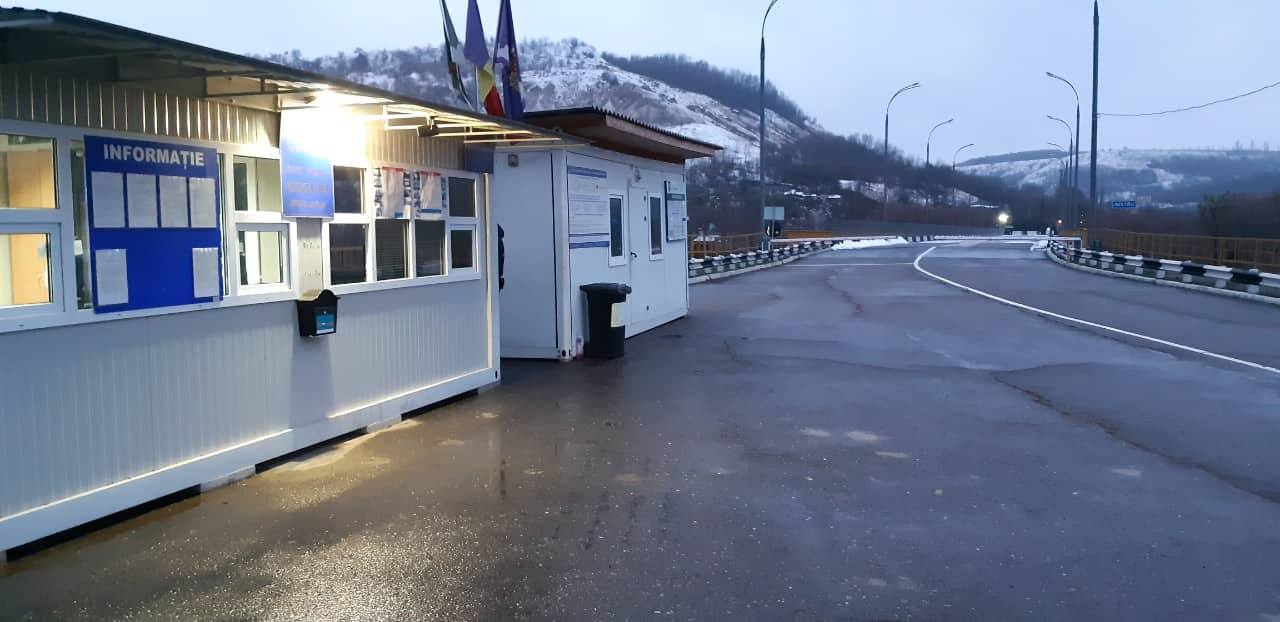
Punctul de trecere a frontierei „Unguri–Bronnîțea”
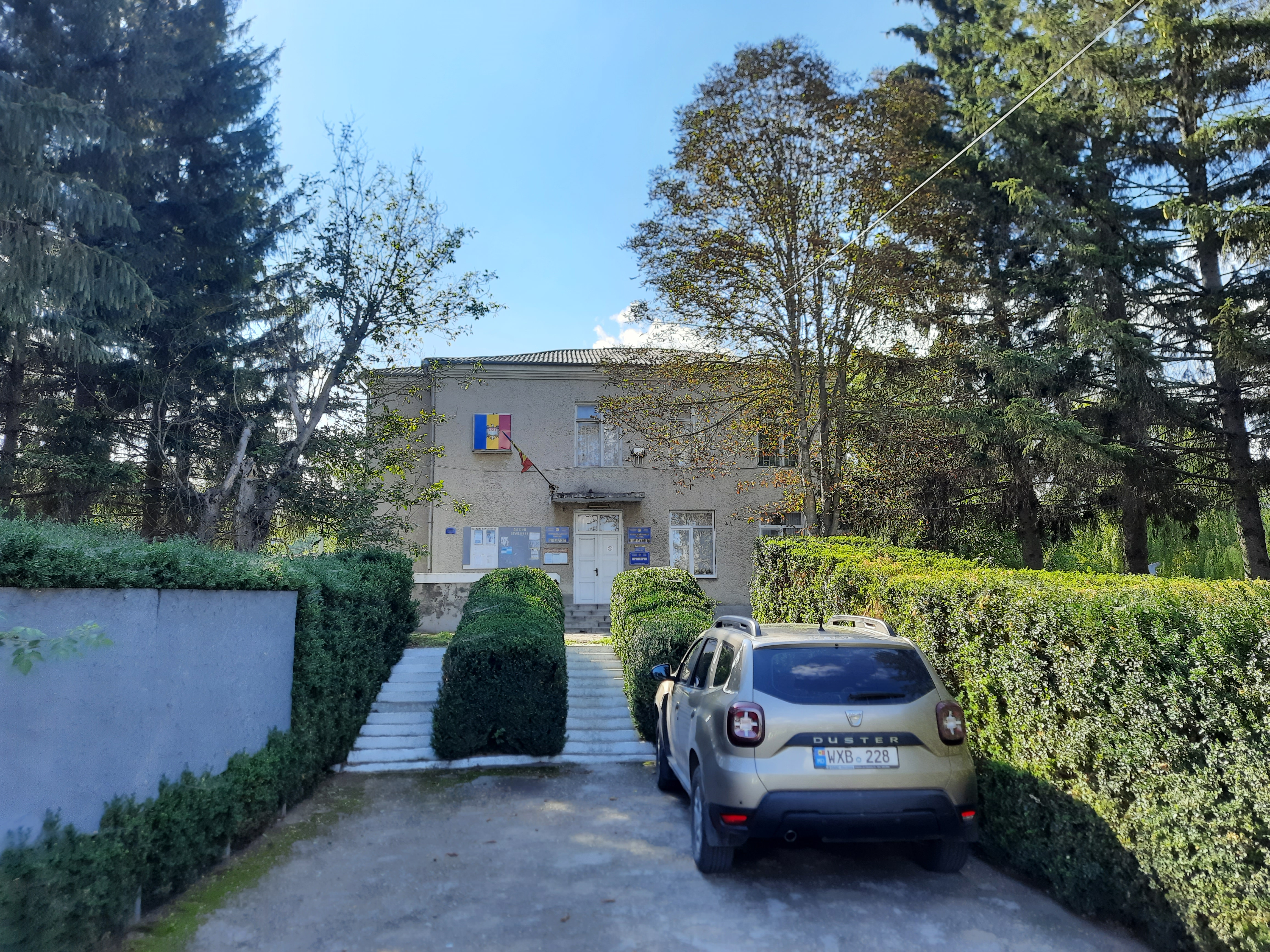
Primăria
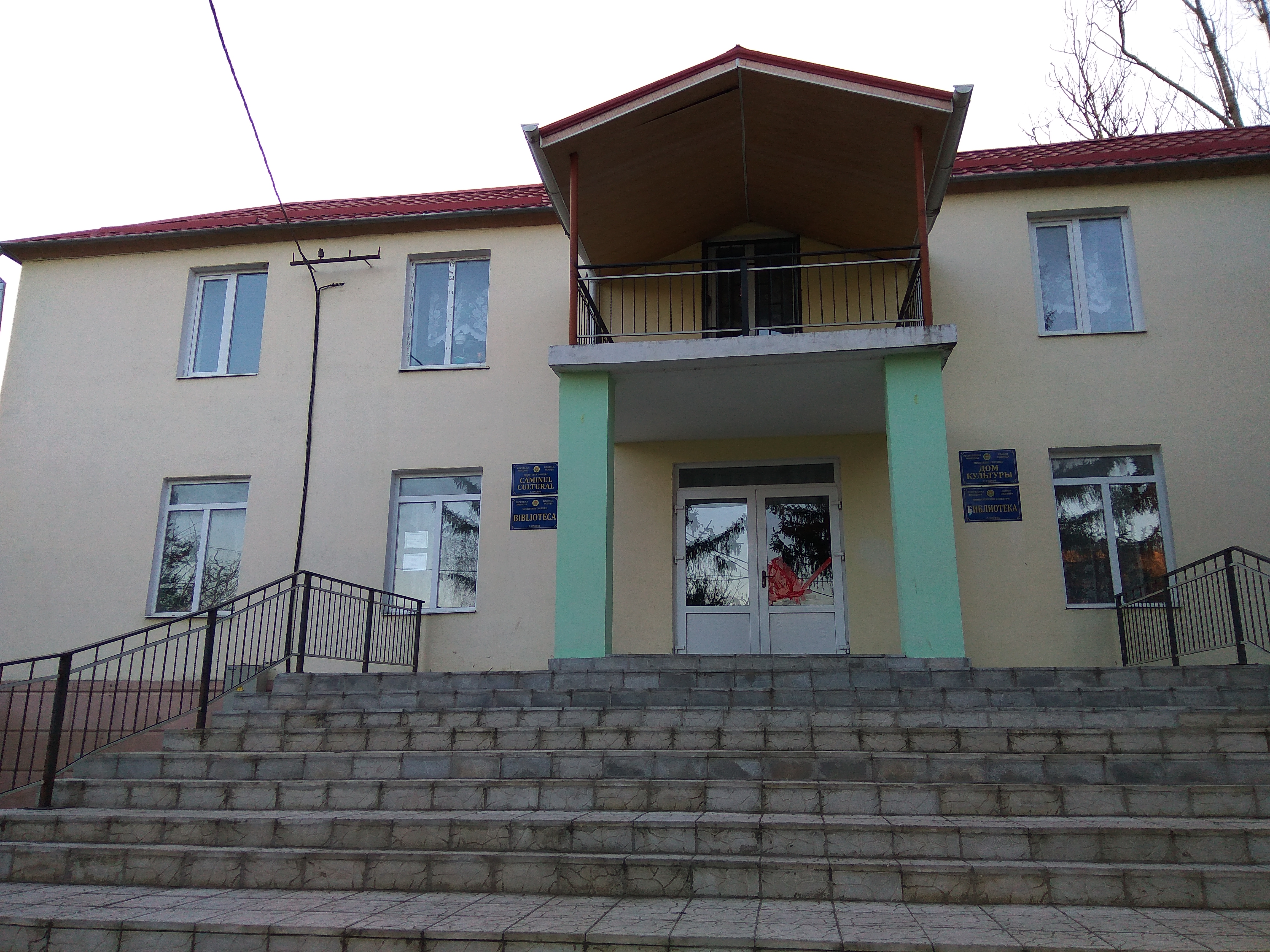
Biblioteca și căminul cultural
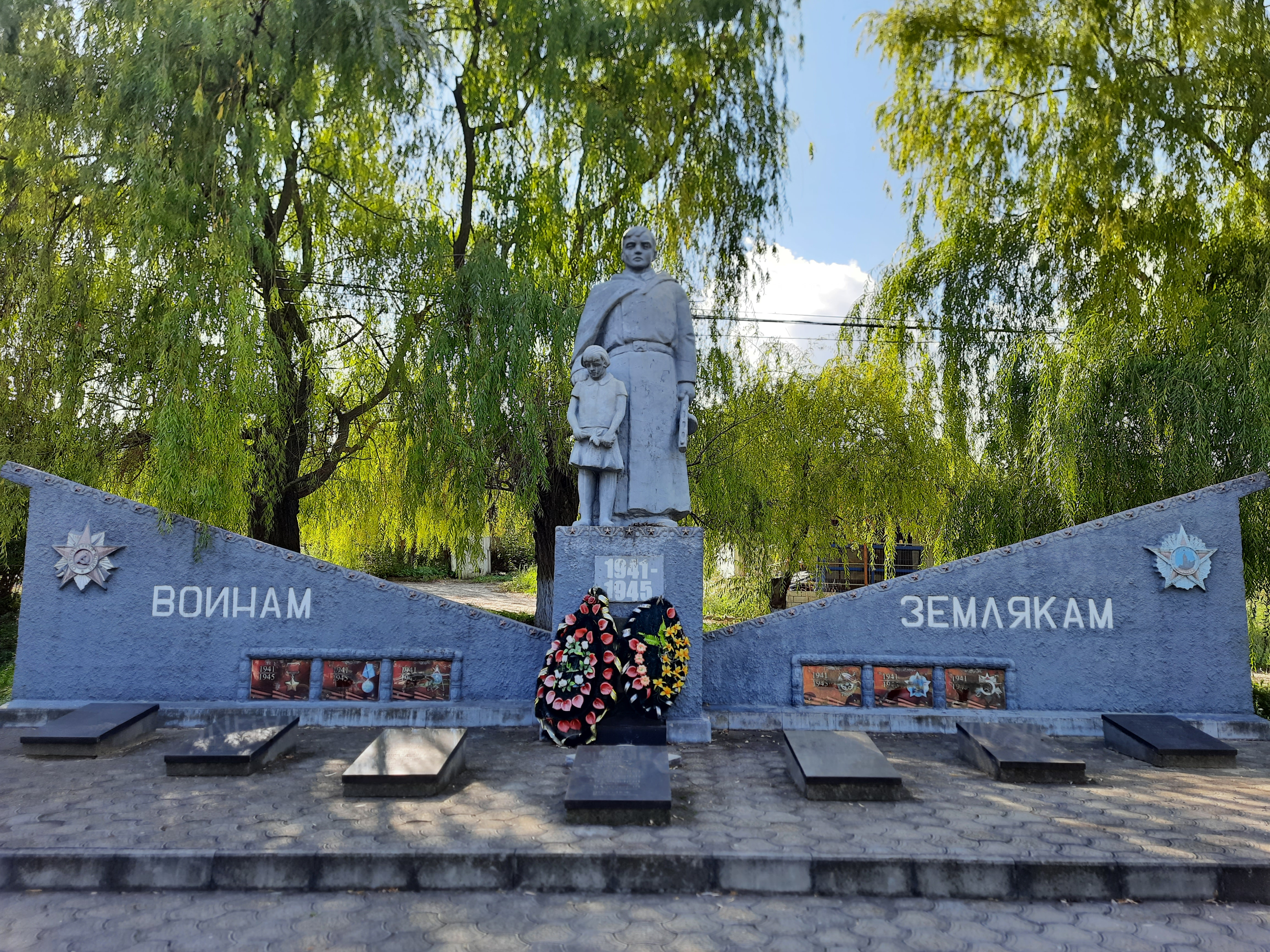
Monument în memoria consătenilor căzuți în Al Doilea Război Mondial
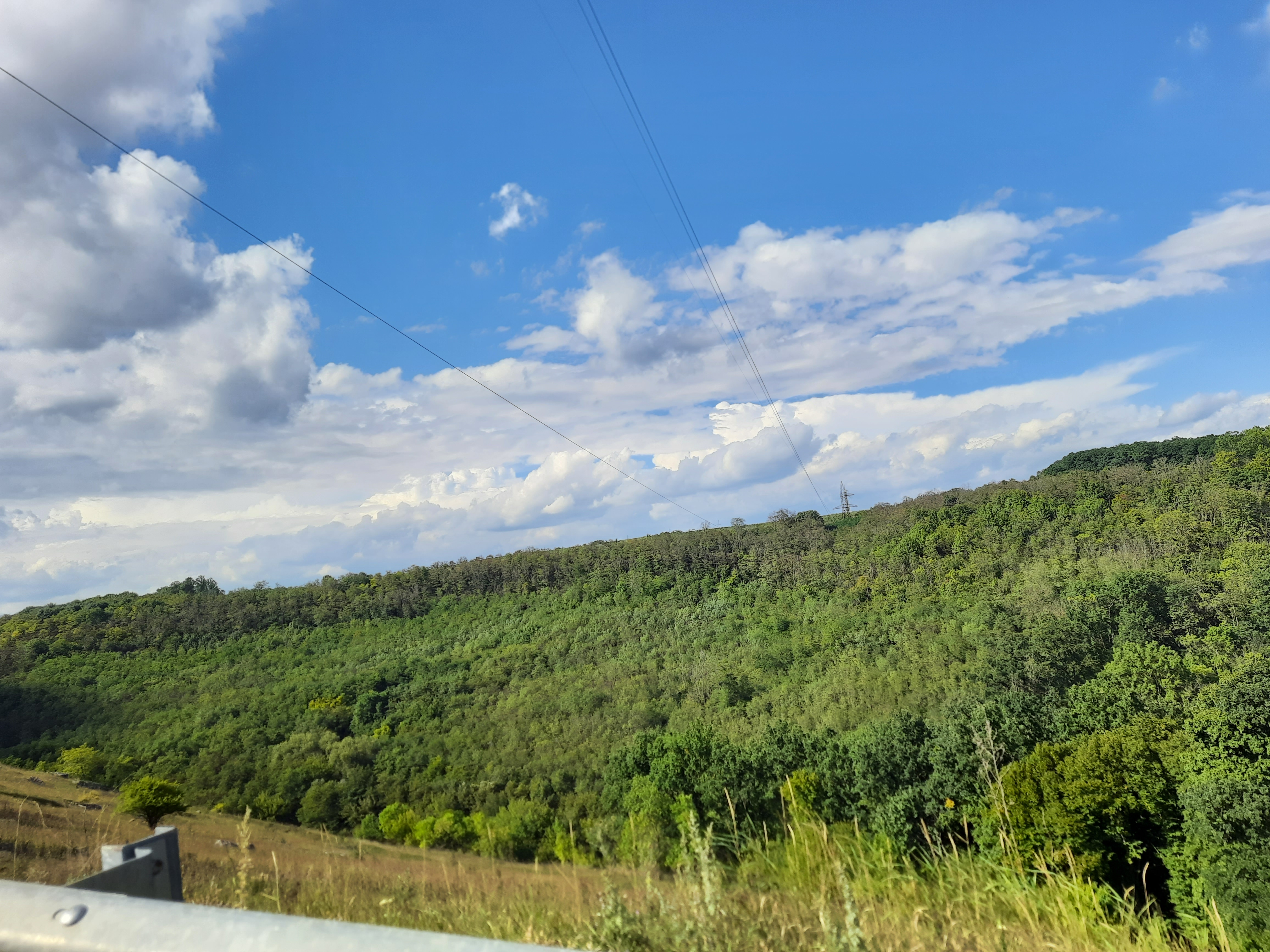
Peisaje adiacente
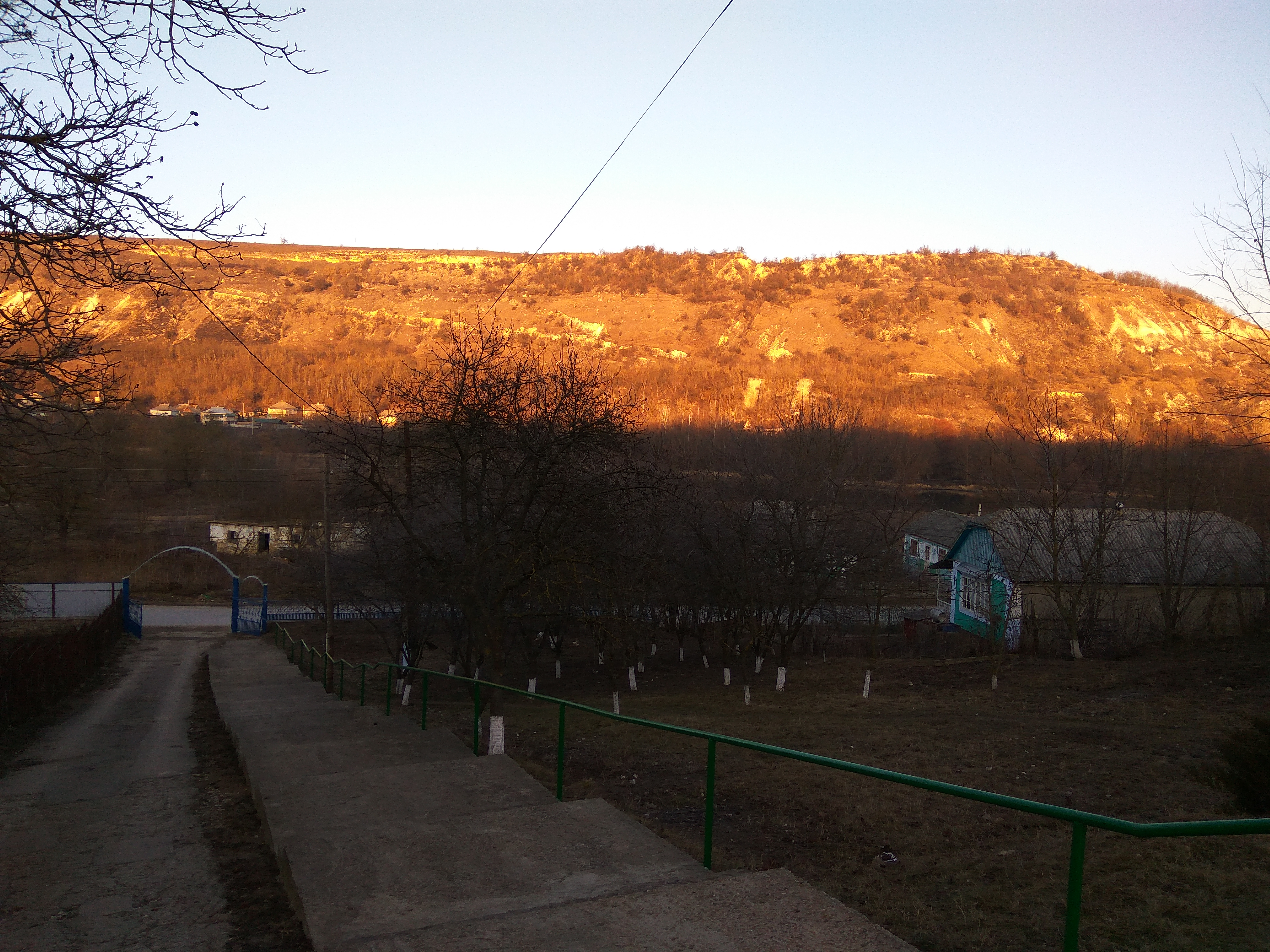